# Amt Bühler

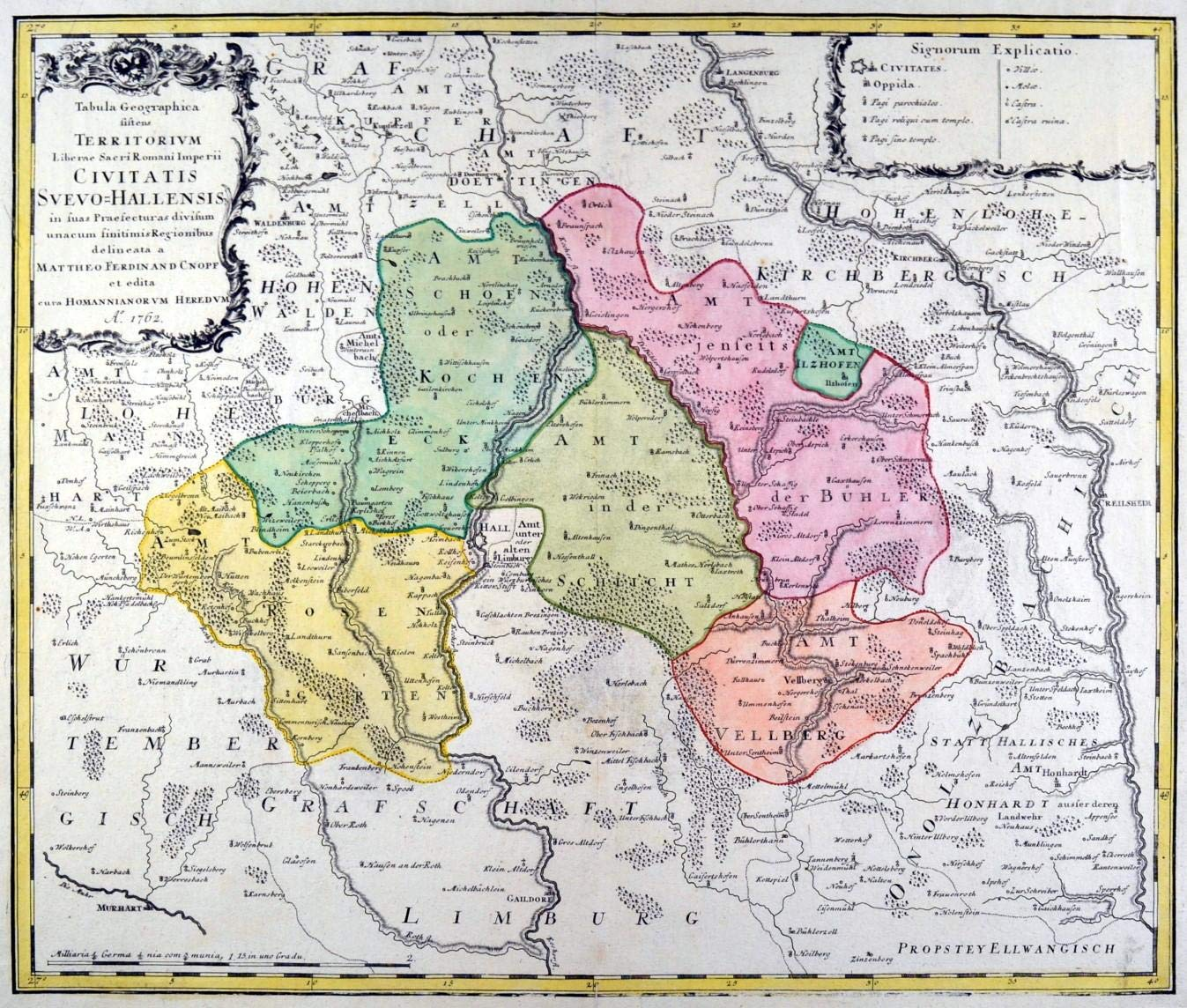
Genordete Karte des hällischen Territoriums im Jahre 1762. Das Amt Bühler liegt nordöstlich von Hall (rote Fläche).

Das Amt Bühler, benannt nach dem Fluss Bühler, war bis 1803 eines von sieben städtischen Ämtern der Reichsstadt Hall, dem heutigen Schwäbisch Hall im nördlichen Baden-Württemberg.
Das Amt lag nordöstlich von Hall und erstreckte sich von Geislingen am Kocher und Orlach bis Lorenzenzimmern und Eckartshausen. 
Im Jahr 1803 hatte es 2593 Einwohner und umfasste die Orte  Eckartshausen, Geislingen am Kocher, Großaltdorf, Oberschmerach, Orlach, Unteraspach und Wolpertshausen mit Ortsteilen.
Die Ämter der Reichsstadt Hall zogen die Abgaben der Untertanen ein. In den einzelnen Orten hatten oft auch andere Herrschaften wie Brandenburg-Ansbach und das Haus Hohenlohe Teile der Rechte inne. 
Mit dem Ende der Reichsstadt Hall wurde das Gebiet des Amtes Bühler in das württembergische Oberamt Hall eingegliedert.